# SIG Sauer P320
A SIG Sauer P320 é uma pistola semiautomática modular fabricada pela SIG Sauer, Inc. de Exeter, New Hampshire, e pela SIG Sauer GmbH de Eckernförde, Alemanha. É um desenvolvimento da SIG Sauer P250, utilizando um mecanismo de percussão direta, em vez do sistema de Dupla ação. A P320 admite os seguintes calibres: 9x19mm Parabellum, .357 SIG, .40 S&W e .45 ACP podendo ser facilmente convertida de um calibre para outro - uma mudança de .357 SIG para .40 S&W requer apenas uma troca de cano; uma mudança entre 9 mm para .357 SIG ou .40 S&W e vice-versa é realizada usando um kit de troca de calibre.
A P320 no calibre 9×19 mm Parabellum foi introduzida no mercado norte-americano em 15 de janeiro de 2014, seguida pelo modelo compacto em .45 ACP no SHOT Show em janeiro de 2015.

Em 19 de janeiro de 2017, foi anunciado que uma versão personalizada da SIG Sauer P320 havia vencido a XM17 Modular Handgun System competition do Exército dos Estados Unidos. O modelo de tamanho padrão será conhecido como M17 e o modelo de tamanho reduzido será conhecido como M18.

## Detalhes do projeto

### Recursos
A P320 foi projetada para ser ambidestra no manuseio, ostentando uma alavanca de travamento em ambos os lados do slide e liberação do carregador reversível pelo usuário, e todos os outros controles operacionais são projetados para que possam ser operados de qualquer lado. A arma pode ser desmontada sem o uso de ferramentas. Além disso, a arma de fogo também pode ser desmontada sem pressionar o gatilho, um recurso de segurança adicional para impedir um disparo acidental da arma.

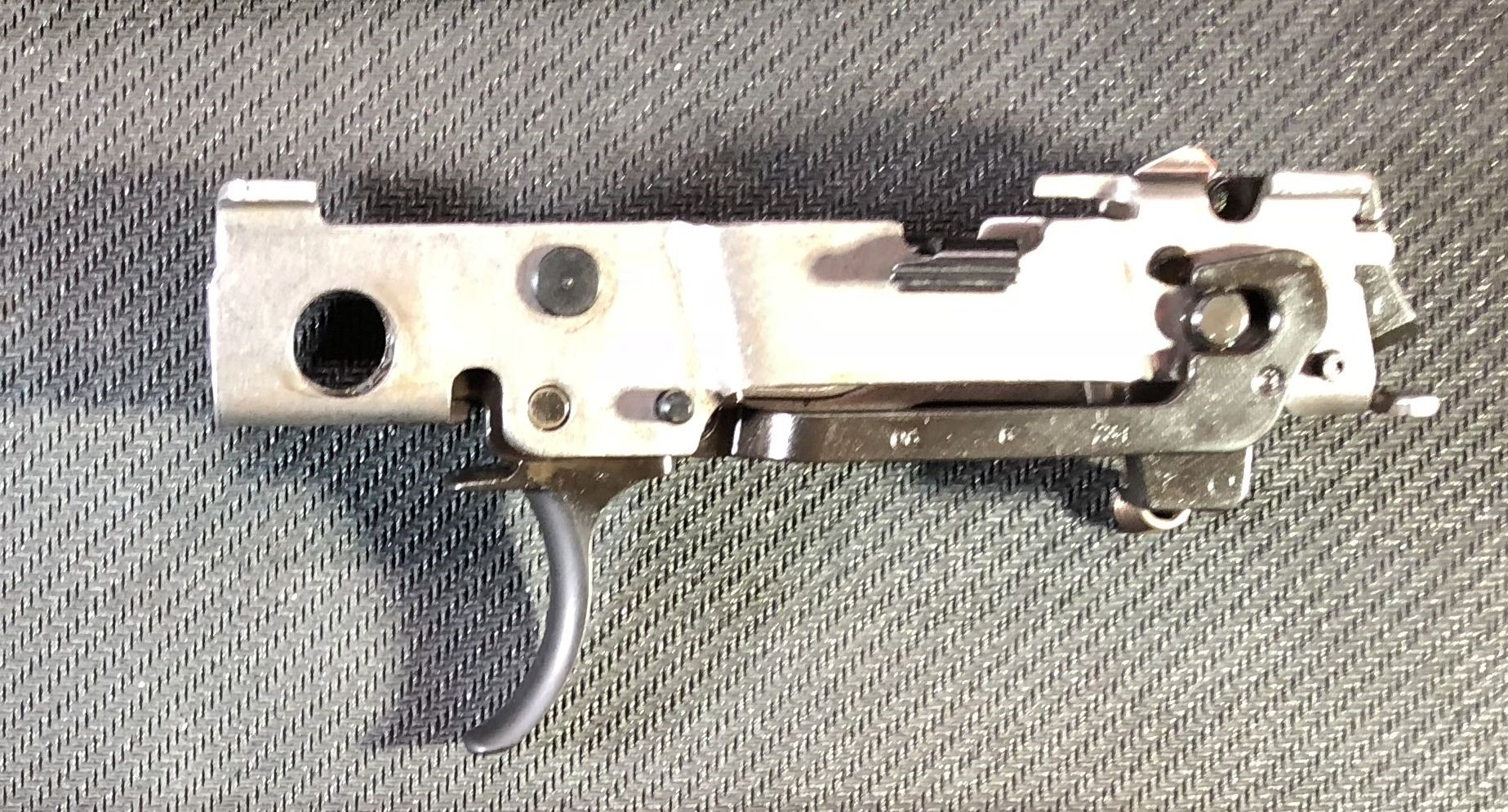
Mecanismo de disparo de uma SIG Sauer P320.

### Sistema de gatilho
O gatilho P320 está disponível em versão padrão (sólido) e oco (com uma trava de segurança embutida).

### M17 e M18
Quando os requisitos foram formulados para uma nova arma para o Exército dos EUA, um dos princípios da proposta era que se desejava uma arma já existente para atender aos requisitos estabelecidos no "Modular Handgun System Request for Proposal", conhecida como "XM17 Procurement" (Aquisição XM17). A SIG Sauer submeteu uma P320 com várias modificações para a "XM17 Modular Handgun System competition".
As modificações inculiam:
- Slide com um recorte para facilitar a adição de uma mira reflexa. (Este é o slide da série RX)[6]
- Segurança do polegar ambidestro
- Indicador de câmara carregada
- Subconjunto do slide aprimorado para incluir pequenos componentes quando desmontado
- Guarda mato aprimorado para impedir que detritos entrem no mecanismo de acionamento da pistola
- Comprimento do cano de 4,7 polegadas (120 mm) em pistola de tamanho normal
- Comprimento de cano de 3,9 polegadas (99 mm) em pistola compacta
- Suporte ao calibre 9×19mm Parabellum (pode ser adaptado para disparar calibres maiores como .357 SIG e .40 S&W)
- As pistolas com câmaras de 9 mm podem incluir um carregador de 17 munições como padrão e capacidade estendida de 21 munições opcional disponível.[7]

Em 19 de janeiro de 2017, foi anunciado que a variante SIG Sauer P320 MHS havia vencido os testes do "United States Military's Modular Handgun System". A P320 será conhecida como M17 (tamanho padrão) e M18 (compacto) no serviço militar dos EUA. Embora a pistola permaneça no calibre 9x19mm Parabellum em vez de um calibre maior, o contrato permite que os serviços adquiram a XM1152 Full Metal Jacket proposta pela SIG Sauer e a munição para fins especiais XM1153. A munição escolhida para acompanhar a pistola é uma "Winchester jacketed hollow point".
Em maio de 2017, o Exército anunciou que a primeira unidade que receberia a M17 seria a 101ª Divisão Aerotransportada até o final do ano. Ao mesmo tempo, o resto das Forças Armadas dos EUA revelou que também pretendiam adquirir a arma, tornando-a a arma padrão de todo o exército dos EUA. Os serviços planejavam adquirir até 421.000 armas no total; 195.000 para o Exército, 130.000 para a Força Aérea, 61.000 para a Marinha (apenas na versão compacta XM18) e 35.000 para os fuzileiros navais.
Em 17 de novembro de 2017, soldados da 101ª aerotransportada receberam as primeiras pistolas XM17 e XM18, com mais de 2.000 pistolas entregues. A XM17 possui melhor precisão, ergonomia e dispersão menor que a M9. Também seria mais amplamente utilizada, sendo entregue a líderes de esquadrão e grupos decombate; embora as forças especiais armassem todos os seus membros com uma pistola e uma espingarda, anteriormente os líderes juniores das unidades de infantaria regular eram excluídos do porte de armas, mas a política foi alterada para oferecer a eles mais opções em situações de batalha de curta distância. Todas as unidades do Exército estão planejadas para substituir o M9 pelo M17 dentro de uma década.

### Confiabilidade
Observou-se que os modelos de produção inicial da P320 apresentavam um problema de "segurança contra quedas" se a arma caísse em um ângulo específico, causando um disparo. Desde então, a SIG substituiu o gatilho da P320 por um novo, com massa reduzida e uma nova segurança no percussor permitindo que numa eventual queda, o disparo não ocorreria. A SIG também oferece um programa voluntário de troca para consertar qualquer P320 com defeito.
Apesar de problemas iniciais, a P320 provou ser uma pistola extremamente confiável para uso civil, policial e militar. Muitos departamentos de polícia dos EUA e do mundo começaram a equipar seus oficiais com a P320.

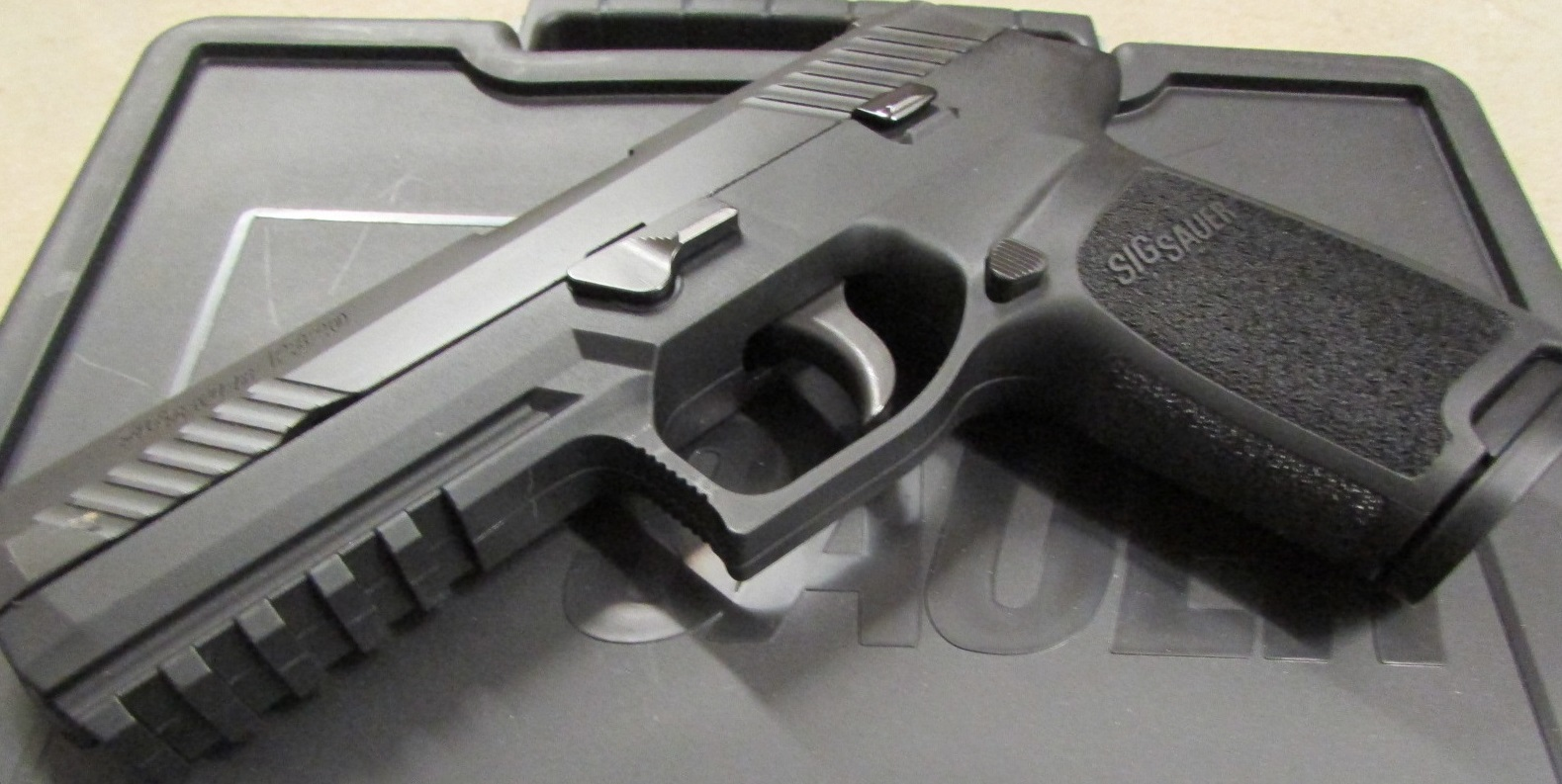
SIG Sauer P320 Full Size

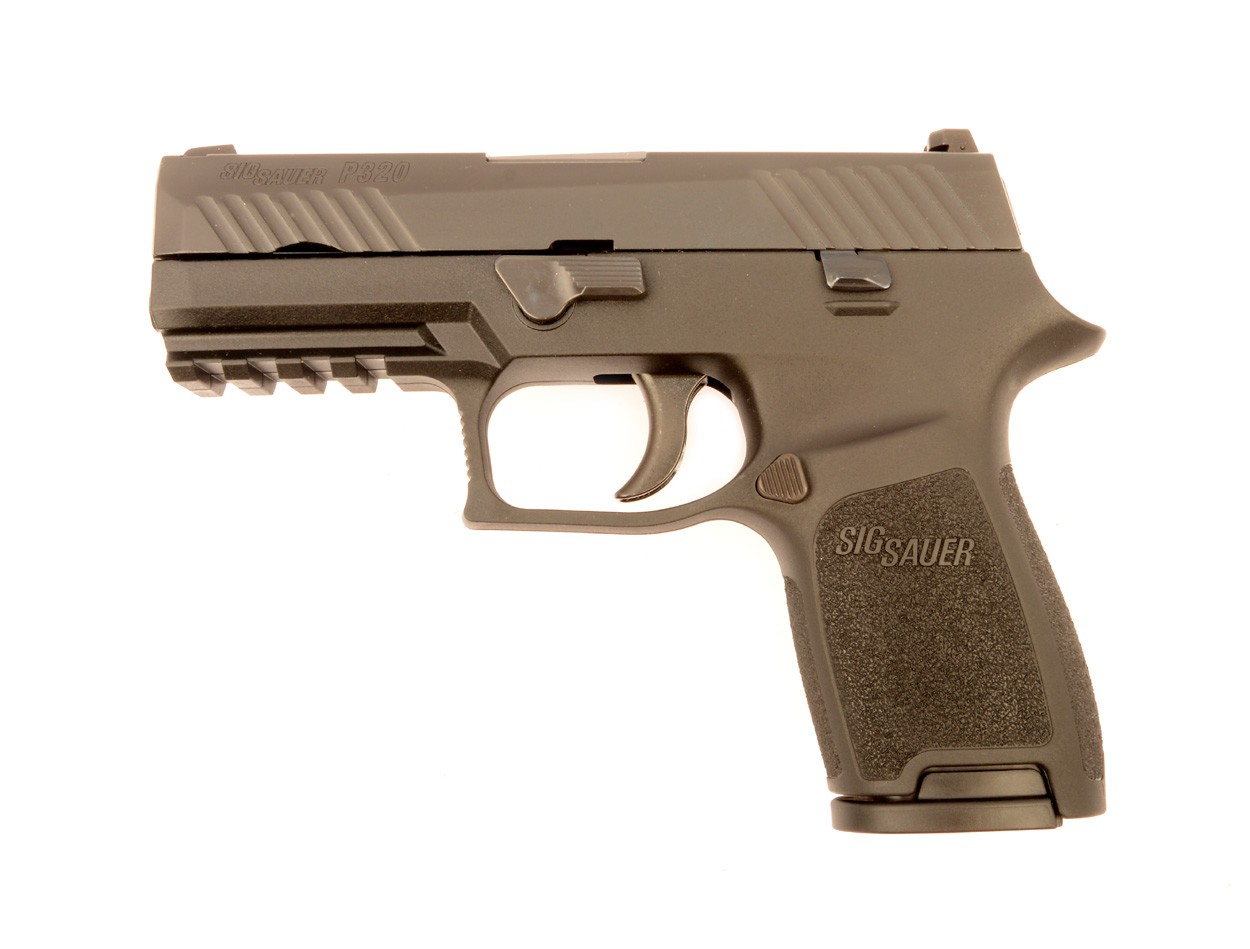
SIG Sauer P320 Compact

### X Series Models
A linha da "X Series" inclui os seguintes tamanhos de empunhadura:
- Full size – serve para qualquer slide de tamanho padrão SIG P320 em 9 mm, .40 S&W e .335 SIG
- Carry size – adapta-se a qualquer slide de tamanho compacto SIG P320 em 9 mm, .40 S&W e .357 SIG. O slide de tamanho padrão também se encaixa na empunhadura de tamanho "Carry size".

Em janeiro de 2019, a SIG Sauer anunciou a pistola XCompact como a mais nova entrada em sua linha X Series.
- Compact size – em março de 2020, o P320 XCompact está disponível apenas em 9 mm.[19]

A empunhadura XCompact é a menor que a SIG possui atualmente, pois ela não lançou nenhum modelo subcompacto da Série X até o momento.

### XFive Legion
Lançada no final de julho / início de agosto de 2019, a "XFIVE Legion" é considerada o carro-chefe da plataforma P320 que traz um equilíbrio de peso e recursos adicionais. A empunhadura TXG infundiu tungstênio diretamente no polímero, juntamente com um carregador acoplável. Ele vem de fábrica com bases Henning de alumínio para os carregadores e um gatilho plano esqueletizado. O slide padrão de 9 mm é cortado e rebaixado para reduzir o peso e auxiliar nas funções de recuo e alimentação. Ela também possui uma placa serrilhada para acessórios óticos.

## Problema de disparo acidental
No final de julho de 2017, o Dallas Police Department, no Texas, instruiu todo o pessoal a parar de portar a P320 na pendência de uma investigação. Havia preocupações de que a arma de fogo pudesse disparar se cair e a parte de trás do slide atingir o chão em um ângulo de 33 graus. Pensa-se que o problema estivesse relacionado ao peso do gatilho; alguns gatilhos eram pesados o suficiente para que eles continuassem a se mover devido à inércia depois que a arma atingiu o chão. Publicações da Internet, como TheTruthAboutGuns.com, realizaram testes independentes que pareciam confirmar possíveis disparos com queda (a uma taxa de 40%).
Em 8 de agosto de 2017, a SIG Sauer emitiu um aviso de que eles atualizariam todas as P320 para resolver o problema. A atualização é descrita no site da empresa como: "Isso incluirá um design alternativo que reduz o peso físico do gatilho, alavanca e cão, além de adicionar uma trava mecânica". O programa de atualização da P320 é detalhado no site da SIG Sauer em: P320 Voluntary Upgrade Program.

## Ações judiciais

### Steyr Arms, Inc. v. Sig Sauer, Inc.
Em maio de 2017, Steyr Mannlicher entrou com uma ação por violação de patente contra a SIG Sauer. Steyr refere-se à patente US6260301 (registrada em 1999 e aprovada em 2001), que é para uma arma de mão com chassi removível. A Steyr Arms solicitou uma liminar preliminar e permanente contra a SIG Sauer impedindo que ela vendesse essas armas. Em 11 de março de 2020, o Tribunal Distrital dos Estados Unidos do Distrito de New Hampshire constatou que a SIG Sauer não infringiu as patentes de Steyr e rejeitou todas as moções.

### David Hartley, et al. v. Sig Sauer, Inc.
Um processo relacionado ao problema de disparo acidental quando caia mencionado acima, iniciado em abril de 2018 no Tribunal Distrital dos Estados Unidos para o Distrito Oeste do Missouri, levou a um acordo de ação coletiva em fevereiro de 2020.
Os elementos do acordo incluem:
- A comunicação de que a trava mecânica adicionada através do programa de atualização voluntária P320 "fornece um nível adicional de segurança", a ser aconselhada no site da SIG Sauer e na comunicação direta com o cliente
- Prorrogação do programa de atualização voluntária por 24 meses após a data da liquidação
- Para quem enviou seu P320 ao programa de atualização voluntária e foi informado de que não era reparável, um reembolso do preço de compra ou um novo P320
- Para quem enviou seu P320 ao programa de atualização voluntária e foi cobrado por reparos, um reembolso desses encargos

Um formulário de resolução de ações coletivas está disponível no site da SIG Sauer.

### Derick Ortiz v. Sig Sauer, Inc.
Em setembro de 2019, um proprietário de armas do Arizona que comprou uma P320 em setembro de 2016 iniciou uma ação coletiva. Alega que a SIG Sauer "continuou a vender a arma defeituosa ao público", e que a atualização oferecida "ainda não o compensaria totalmente pelo valor de revenda significativamente diminuído de sua pistola". Em março de 2020, o juiz Joseph N. Laplante negou a moção da SIG Sauer de negar provimento ao caso.

## Usuários
- Brasil
  - Polícia Militar do Estado de Goiás
  - Polícia Civil do Estado do Ceará
  - Polícia Militar do Estado do Ceará
  - variante 9mm full-size  NO CPRAIO (rondas de ações intensivas e ostensivas), substituindo a PT 840 da Taurus.

- Canadá
  - West Grey Police, Ontario (variante 9mm)
- Dinamarca
  - Forças Armadas Dinamarquesas (variante 9mm X-Carry)
  - Versões padrão e curtas foram escolhidas para substituir a mais antiga M/49 Neuhausen.[35] Entregas deveriam ter sido completadas ao final de 2019.[36]
- França
  - Divisão de segurança da French National Railway Company
  - Variante 9mm Compact, substituindo o revolver Ruger SP101.[37]
- Noruega
  - Norwegian Police
  - A  "X-Series" foi escolhida como arma backup para agências selecionadas, substituindo a SIG Sauer P226 e a Heckler & Koch P30.[38]
- Suíça 
  - Polícia em St. Gallen (variante 9mm, tanto no tamanho padrão quanto no compacto encomendados em 2019 e 2018 respectivamente).
- Tailândia
  - Polícia Real Tailandesa
  - Compra de 152.468 pistolas SIG Sauer P320 aprovada[39][40] e entregues em dezembro de de 2017.[41]
- Estados Unidos
  - United States Armed Forces
    - Em 19 de janeiro de 2017, a P320 foi escolhida para substituir a Beretta M9 como sua principal pistola de serviço em resposta a requisição para um "Modular Handgun System" (MHS) também conhecido como M17 sendo que a Força Aérea e a Marinha seriam equipadas com o M18.[8][42][43]

  - U.S. Department of Homeland Security
    - Immigration and Customs Enforcement[44]

  - Aplicação da lei nos Estados Unidos

|  | - Bismarck Police Department - Chicago Police Department - Elkhart Police Department - High Point Police Department - Hawaii Department of Public Safety - Tampa Police Department - Milwaukee Police Department - Montgomery Police Department (Alabama) | - North Dakota Highway Patrol - Oklahoma Highway Patrol - Pasco County Sheriff's Office (Flórida) - Santa Barbara County Sheriff's Office - SEPTA Transit Police - Texas Department of Public Safety - Virginia State Police: substituindo a SIG Sauer P229R DAK calibre .357 SIG pela P320 no mesmo calibre no final de 2018. |